# Schrobenhausen
Schrobenhausen är en stad i Landkreis Neuburg-Schrobenhausen i Regierungsbezirk Oberbayern i förbundslandet Bayern i Tyskland.